# Kloster Merxhausen

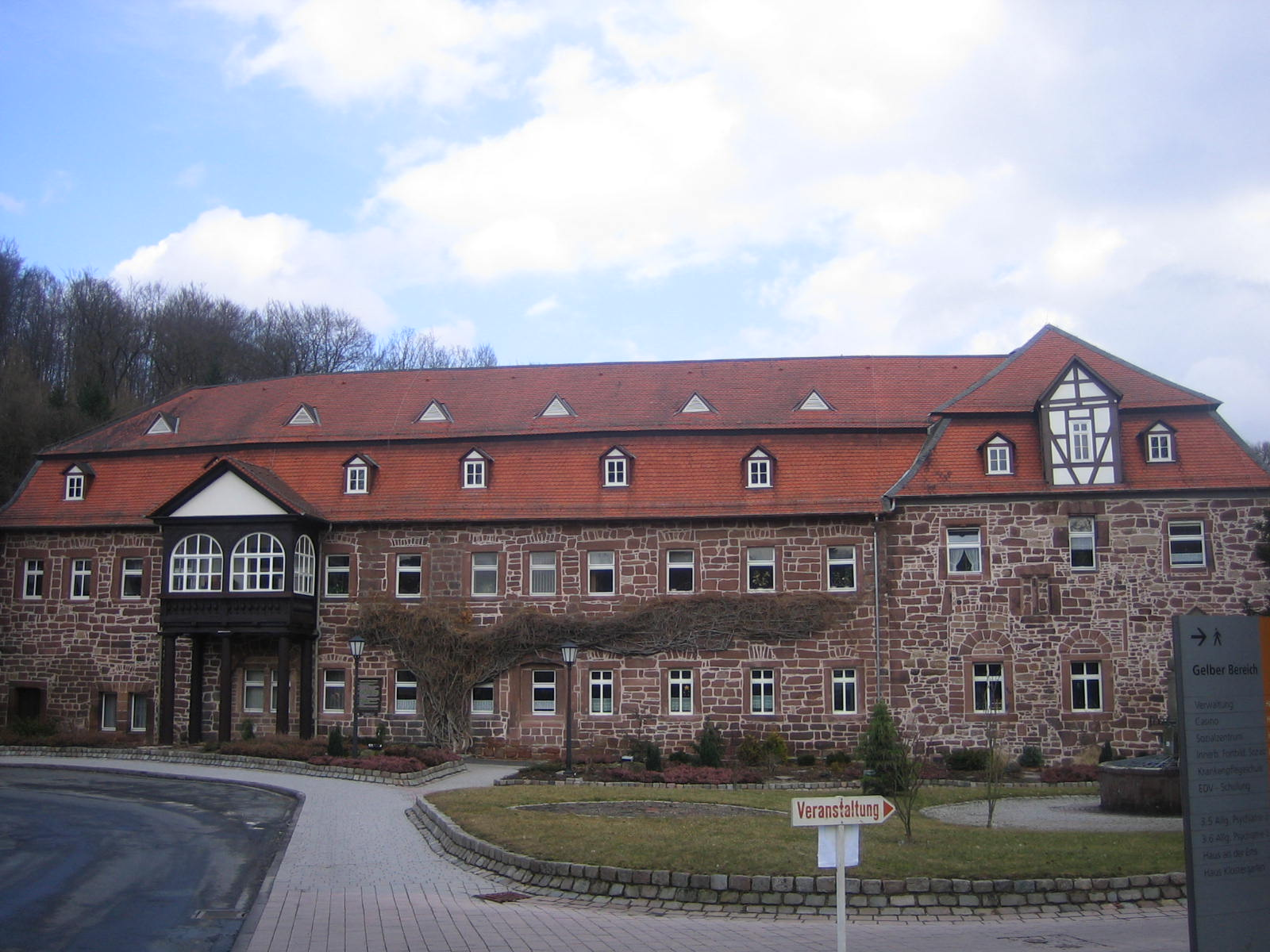
Kloster Merxhausen

Das Kloster Merxhausen ist eine gotische Klosteranlage im Ortsteil Merxhausen von Bad Emstal in Nordhessen. Es wurde 1527 aufgehoben. Im Kloster ist heute die Vitos Klinik für Psychiatrie und Psychotherapie Bad Emstal ansässig.

## Geschichte

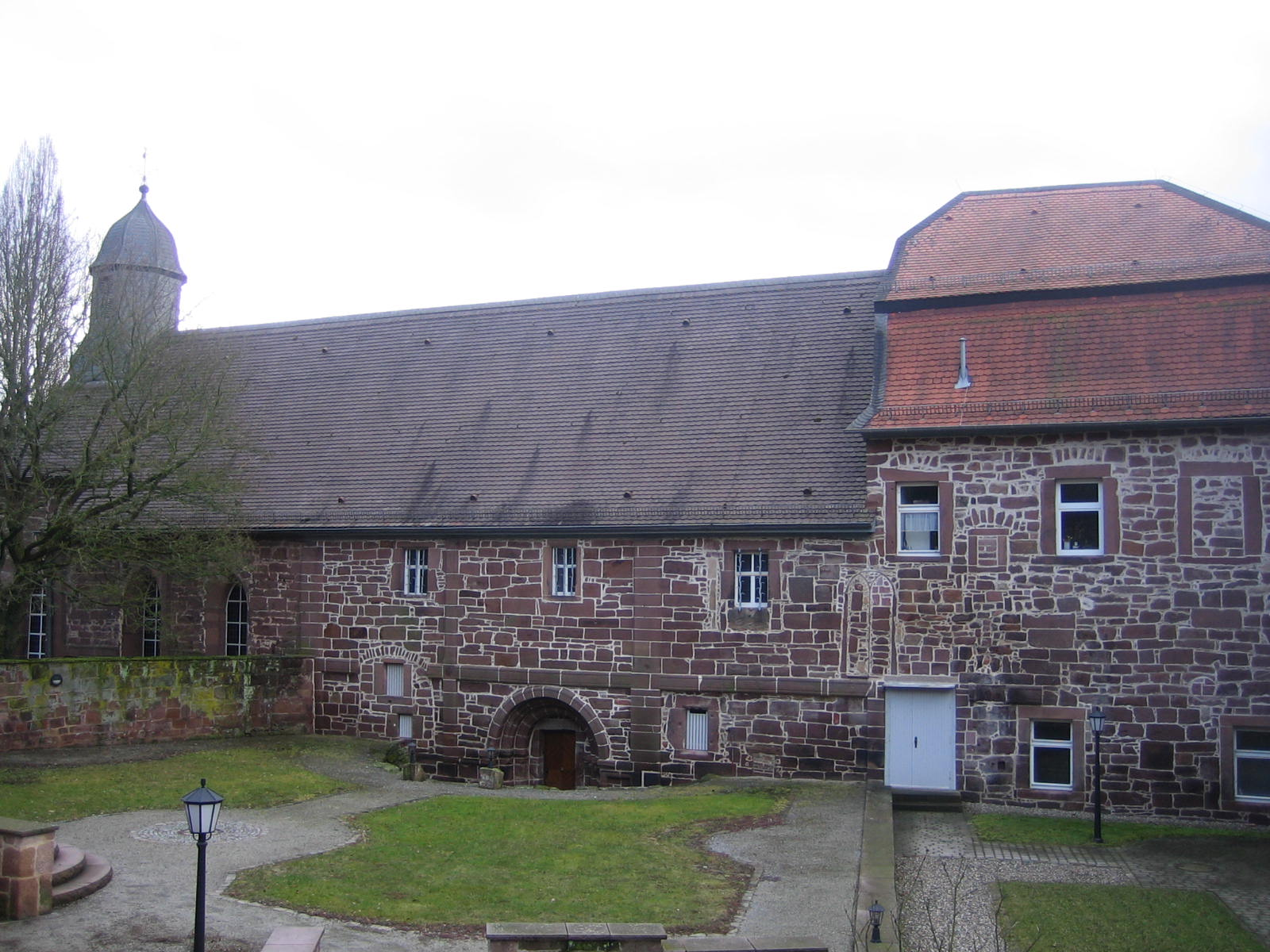
Klosterkirche Merxhausen

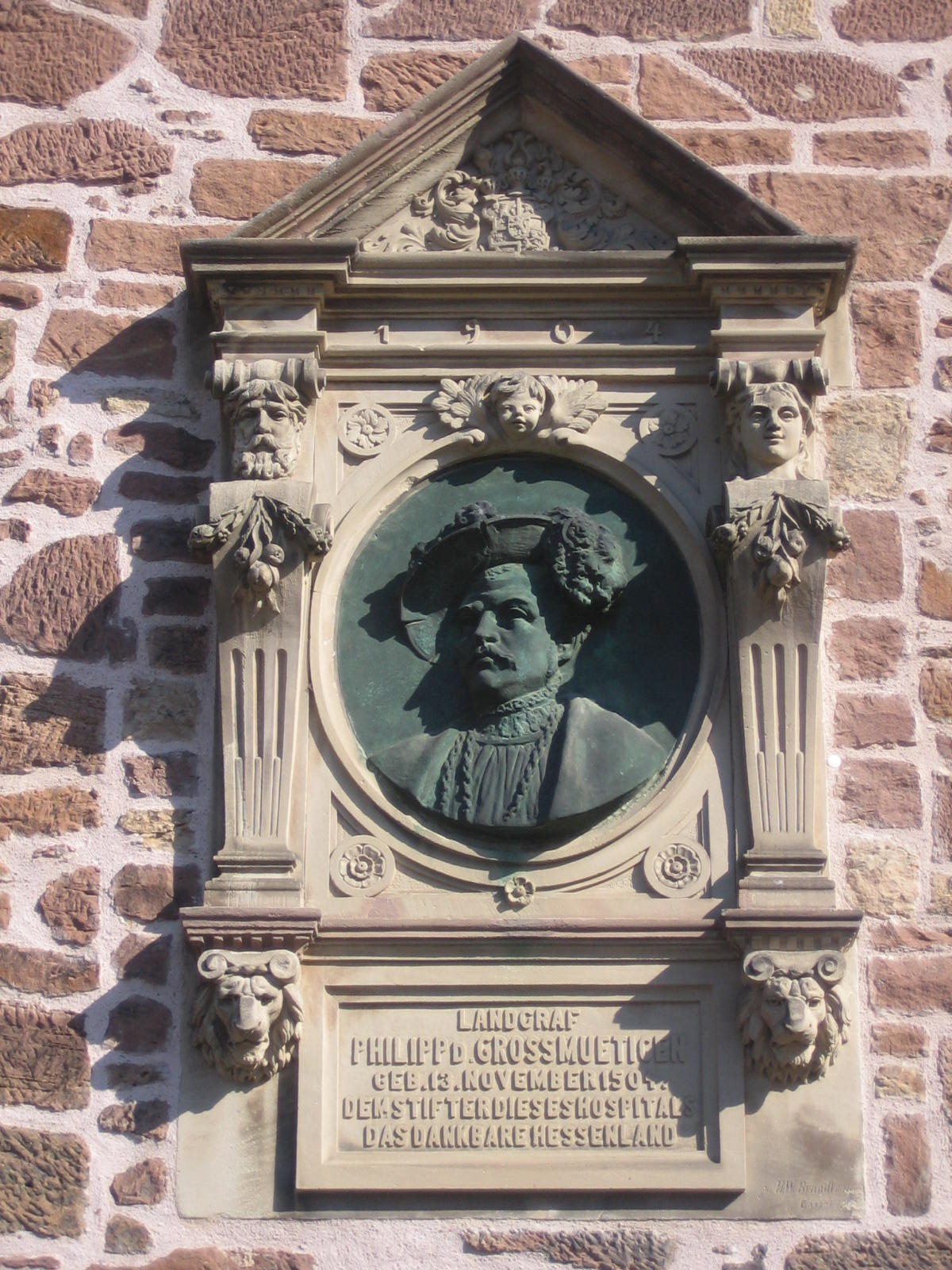
Philipp der Großmütige, Relief am Kloster Merxhausen

Im Jahre 1213 ist in Merkeshusen die Klosterstiftung der Herren Hermann und Dietrich von Blumenstein von Dörnberg durch den Erzbischof von Mainz als Augustiner-Chorherren-Doppelstift belegt. Im Stiftungsbrief vom 3. November 1213 heißt es: „... an dem Ort, der früher Merkereshuse, jetzt Feld des heiligen Johannes heißt, ...In eben diesem Orte haben sich, ..., auch einige fromme Frauen mit einigen Brüdern niedergelassen...“. Der neue Name Johannisfeld setzte sich jedoch nicht durch, und schon wenige Jahre später wurde der Name Merkereshusen wieder verwendet.
Erzbischof Siegfried III. von Mainz inkorporierte 1242 dem Kloster die Kirche in Offenhausen und die Kapelle in Riede. Nach 43-jähriger Bauzeit wurde die Klosterkirche am 29. August 1256 durch den Mainzer Weihbischof Dietrich geweiht. Im Jahre 1269 befreite Landgraf Heinrich I. von Hessen den Hof, ... auf welchem die Klosterkirche gebaut ist ..., aber noch im 13. Jahrhundert wanderten die Chorherren ab, und das Kloster wurde danach als Nonnenkloster genutzt.
1475 wurde das Kloster durch einen Brand zerstört; es zerfiel, und das Klosterleben wurde eingestellt. Landgraf Wilhelm II. von Hessen ließ die verbliebenen Nonnen bis zur Wiederherstellung in andere Klöster verlegen. Das Nonnenkloster wurde 1489 wegen Sittenlosigkeit aufgehoben und dem Kloster Windesheim (Windesheimer Kongregation) in der Diözese Utrecht übergeben. Augustiner-Chorherren aus dem westfälischen Kloster Böddeken übernahmen das Kloster und bauten es wieder auf.

1527 wurde das Kloster nach der Homberger Synode von 1526, mit der die Reformation in der Landgrafschaft Hessen eingeführt wurde, säkularisiert und aufgehoben.
Durch einen Stiftungsbrief des Landgrafen Philipp wurde am 26. August 1533 das Kloster Merxhausen – wie bald darauf auch das Kloster Haina (1533) und das Kloster Gronau (1542) – in ein sogenanntes Hohes Hospital, ein Landeshospital für die arme Landbevölkerung, umgewandelt (das ebenfalls von Philipp im Jahre 1533 gestiftete Hohe Hospital Philippshospital Riedstadt in Hofheim bei Darmstadt wurde auf der Basis einer Pfarrei gegründet).
Heute befindet sich in der Anlage die Vitos Klinik für Psychiatrie und Psychotherapie Merxhausen. Im Klostergarten finden regelmäßig Aufführungen des Amateurtheaters Klosterspiele Merxhausen statt, bei denen auch Patienten der Klinik mitwirken. 2013 wurde der zehn km lange Eco Pfad Friedenspädagogik Bad Emstal eingeweiht.
Das KlosterMuseum Bad Emstal präsentiert an die wechselhafte Geschichte des Klosters.

## Anlage

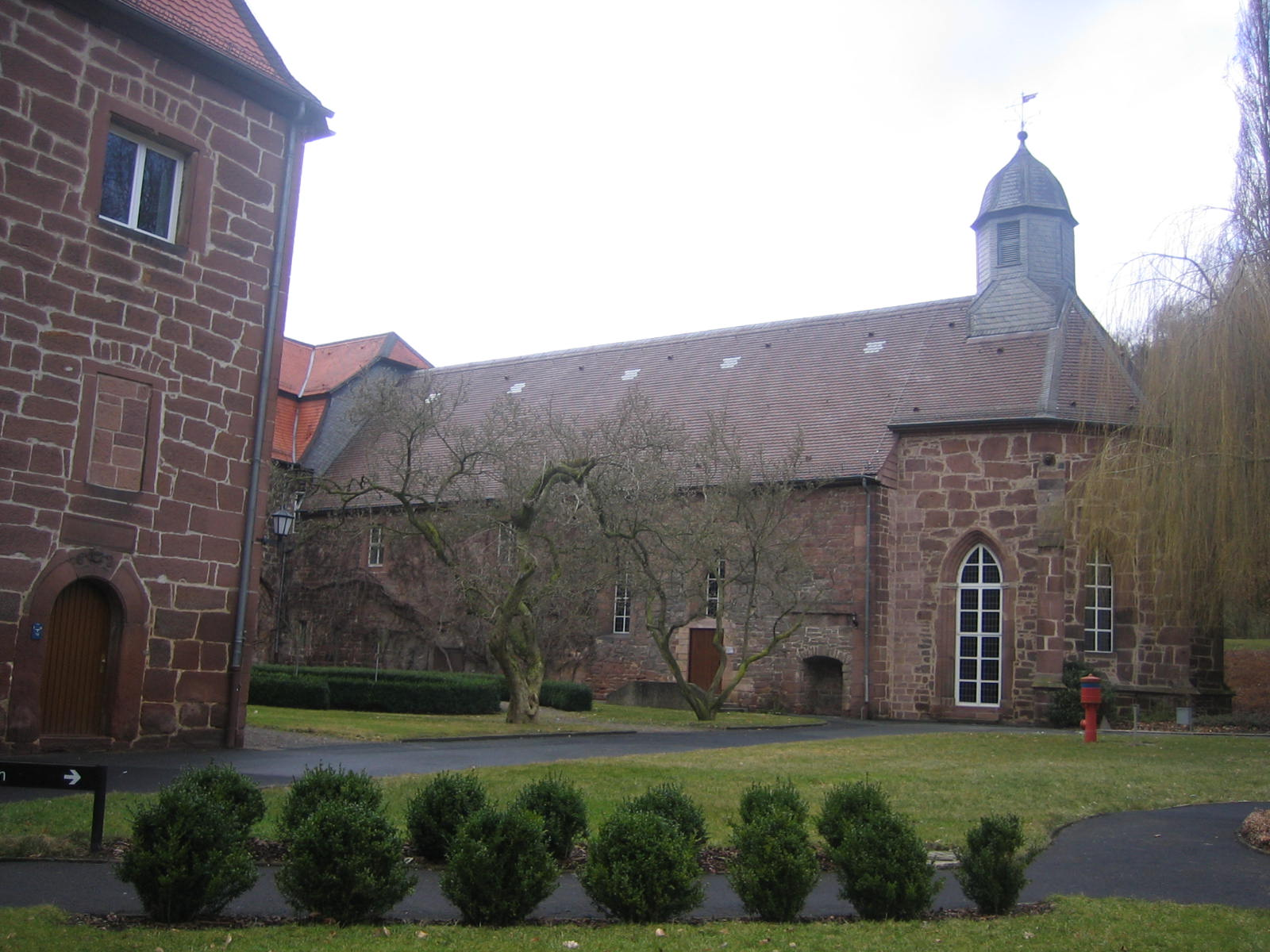
Kloster Merxhausen, Innenhof

Das Kloster ist eine hufeisenförmige dreiflügelige Anlage.
Von der ursprünglich romanischen Klosterkirche, die von 1213 bis 1256 erbaut wurde, sind nur noch kleine unbedeutende Baureste im Norden nachzuweisen. Anfang des 14. Jahrhunderts wurde die Kirche im gotischen Stil umgebaut und außerdem ein gotischer Chor mit Rippengewölbe geschaffen. Bei der Restaurierung 1935 wurden gotische Malereien freigelegt. Hervorzuheben ist die Darstellung des Christus am Kreuz. In der Kirche befinden sich zwei Grabsteine des spätgotischen Bildhauers Philipp Soldan aus den Jahren 1548 und 1559, für Heinz von Lüder und Hermann Binzinger.
Heute ist von dem ehemaligen Kloster nur noch der im Kern aus dem 13. Jahrhundert stammende und gotisch veränderte Südflügel mit einem Erkervorbau von 1533 erhalten geblieben.

## Persönlichkeiten
- Luise Greger, Komponistin